# Zahrádečtí ze Zahrádek

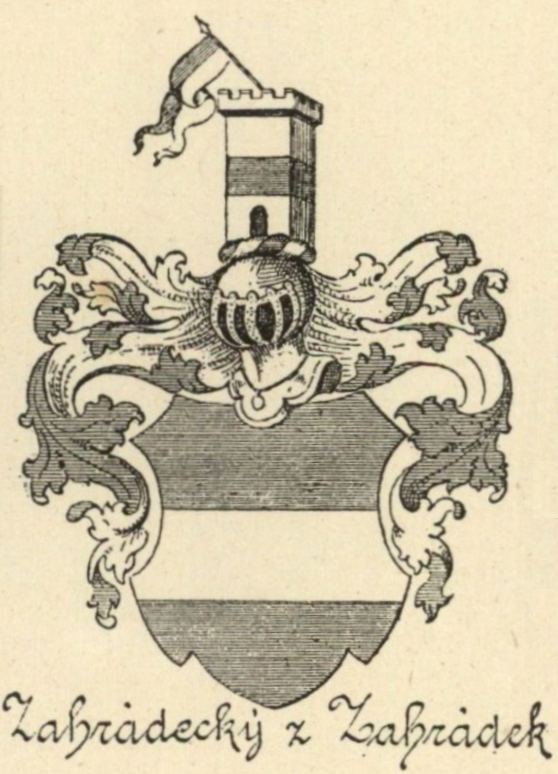
Erb Zahrádeckých ze Zahrádek (podle Vojtěcha Krále z Dobré Vody)

Zahrádečtí ze Zahrádek je příjmení staromoravské rodiny vladycké, která pocházela bezpochyby se zaniklé vsi Zahrádky u Štěpkova v okolí Nové Říše.

## Historie
Ves tu koupil r. 1385 Ondřej Kocour z Dačic a k jeho dceři přiženil se před r. 1407 Mikuláš (bezpochyby předek), jenž přijat r. 1417 od tchána na spolek Zahrádek a Norovic. Jiný Mikuláš žil ke konci téhož století a nabyl statku Hobzí. Býval na výpravách do Uher a ve Vlaších a zemřel ok. r. 1494 (manž. Dorota z Křesyně † 1505). Syn jeho Oldřich (1495 atd.) držel po otci Hobzí a měl manž. Voršilu Noglarovou z Pfofašláku († 1554). Současně (1506 atd.) žil Jan, jenž držel Budiškovice. Synové Oldřichovi byli Jan, Jiří, Jindřich, Václav a Linhart. Jan bojoval ve Vlaších a Uhřích a sedal 36 let v soudu zemském. Nabyl Červeného Hrádku a obdržel r. 1564 list mocný. Jiřík držel Hobzí ještě r. 1565. Na Hobzí seděli potom Oldřich starší (1589) Jiřík a Karel (1594, † j. 1609). Jiřík zúčastnil se horlivě povstání. Jsa sudím menšího práva Brn. volen r. 1619 za direktors a defensora, potřebován v kommissích a od krále Bedřicha učiněn hejtmanem kraje brněnského. Za to měl propadnouti hrdlo, ale odsouzen na tříleté vězení s statky jeho Hrotovice a Újezdec zabrány. Dotčený Jan, syn Oldřichův, měl manž. Krescencí z Leskovce a syny Arnošta, Václava a Jana. Arnošt prodav Červený Hrádek držel r. 1580 Krhov a později Hrotovice († j. 1598, manž. Polyxena hrab. z Thurnu.) Václav držel Budiškovice, 1594 také Hrádek a 1606 také Radotice. Byl krále Matiáše radou a nejv. hofrychtéřem m. M. († 1610). Z manželky Mandalény z Leskovce zůstavil jedinou dceru Krescencí, která dědila Budiškovice a Hrádek (manž. Kryštof z Říčan). Jan psal se r. 1586 sed. na Červ. Hrádku (který vložen 1585 Alžbětě Višňovské z Petrovce), r. 1594 držel Višňový a Třtěnice a r. 1597 také Krhov (manž. snad Barbora Višňovská z Petrovce na Višňovém). Synové jeho Jindřich a Karel, též strýci jejich Jan na Bohuslavicích, Jiří na Hrotovicích, Vilém a Václav povýšeni majestátem 24. října 1615 do stavu panského, což těmto 7. čce 1616, opakováno. Jindřich byl r. 1609 sudím menšího práva Brn., pak král. radou, držel Višňový, Krhov a Hobzí, k nimž koupil r. 1617 Jemnici. H. Žalanský a Jan Čermnický připsali mu svoje díla. R. 1619 volen za direktora a defensora a potřebován v kommissích. Brzo po bitvě Bělohorské poslán do Vídně, aby vyprosil odpuštění; dosáhl perdonu pro sebe a podržel statky († 1627). Pohromami po r. 1620 postiženi i Václav a Vilém [Zahrádecký], kteří se těšili z rebelie a mluvili proti papeži a proto r. 1624 odsouseni. Václav sloužil pak císaři vojensky a stal se napřed nejvyšším a naposled FML (polní maršál-lejtnant). R. 1635 držel krátký čas Záhořany u Litoměřic († j. 1647). Tehdá žil z téže rodiny jediný Karel Bohobud, syn n. Jindřichův. Za jeho a sestry Elišky nezletilosti prodána Jemnice, Karel pak došed let prodal Višňový a oddav se vojenství stal se naříz. nejvyšším a král. radou. Při tom však se zadlužil tak, že musil prodati r. 1647 Krhov, a když pak zemřel, prodáno i Hobzí (1651) na nalehání věřitelův.
V roce 1990 jeden z potomků František Zahrádecký zmapoval celý rod až po současnost pro Znojemský archiv.